# برمین تروئبا
برمین تروئبا (اسپانیایی: Fermín Trueba‎؛ ۲۶ اوت ۱۹۱۴ – ۱ مه ۲۰۰۷) دوچرخه‌سوار اهل اسپانیا بود.